# Dedication
Dedication es una película cómica/romántica/dramática de 2007 protagonizada por Billy Crudup y Mandy Moore. Escrita por David Bromberg, esta película es el debut como director del actor Justin Theroux. Fue estrenada en el Festival de Cine de Sundance de 2007.

## Argumento
Henry Roth (Billy Crudup) es un obsesivo-compulsivo y misántropo escritor de libros infantiles. Su dibujante y único amigo, Rudy (Tom Wilkinson) muere después del éxito de su serie de libros "Marty y el castor". Henry está contratado para producir otro libro de la serie para la temporada navideña. Su editor, Arthur Planck (Bob Balaban), contrata a la ilustradota Lucy Reilly (Mandy Moore) para que trabaje con Henry. Su exnovio Jeremy (Martin Freeman) la dejó hace dos años, pero aparece para dedicarle su nuevo libro. Al mismo tiempo, Henry y Lucy van a una casa en la playa en busca de inspiración.

## Reparto
- Tom Wilkinson - Rudy Holt
- Billy Crudup - Henry Roth
- Mandy Moore - Lucy Reilly
- Bob Balaban - Arthur Planck
- Jeremy Shamos - Matthew
- Martin Freeman - Jeremy
- Christopher Fitzgerald - Robin
- Dianne Wiest - Carol
- Christine Taylor - Allison
- Cassidy Hinkle - Cassidy
- Amy Sedaris - Madre de Cassidy
- Peter Bogdanovich - Roger Spade
- Justin Theroux (director) - Como la voz del abogado en el teléfono